# Jonsereds IF

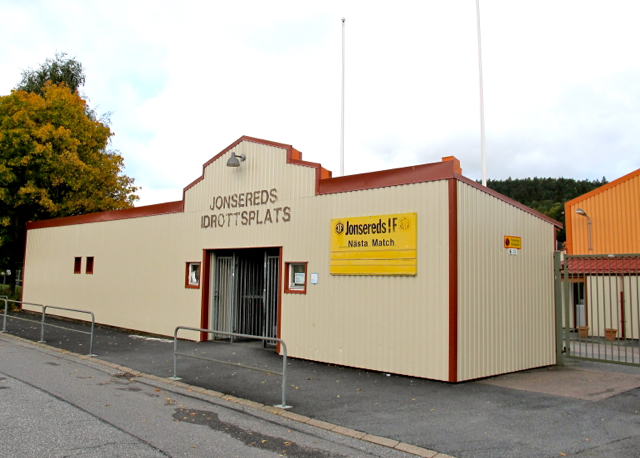
Entree sportcomplex Jonsereds idrottsplats

Jonsereds IF is een  Zweedse voetbalclub uit Jonsered. De club ontstond op 2 mei 1923 uit een fusie tussen Jonsereds GoIF en  Bokedalens IF. Jonsereds speelt zijn thuiswedstrijden op Jonsereds IP. De club speelt in 2024 op het vierde niveau van het Zweedse voetbal.

## Bekende (oud-)spelers
- Patrik Hansson
- Torbjörn Nilsson
- Reino Börjesson
- Erik Börjesson